# Nathan Haas
Nathan Haas (ur. 12 marca 1989 w Brisbane) – australijski kolarz szosowy, z polskimi korzeniami.
Kolarzem zawodowym był w latach 2012–2021. W 2011 i 2014 wygrał prestiżowy wyścig jednodniowy kategorii 1.HC Japan Cup, co jest jego największym osiągnięciem.

## Najważniejsze zwycięstwa i sukcesy
2010
- 1. miejsce na 3. i 9. etapie Tour de Tasmanie

2011
- 1. miejsce w Japan Cup
- 1. miejsce w Herald Sun Tour
- 1. miejsce w Tour de Tasmanie
  - 1. miejsce na 10. etapie
- 2. miejsce w mistrzostwach Oceanii do lat 23 (start wspólny)
- 2. miejsce w mistrzostwach Australii do lat 23 (start wspólny)

2012
- 1. miejsce w Tour of Britain

2013
- 6. miejsce w Tour de Langkawi

2014
- 1. miejsce w Japan Cup
- 4. miejsce w Herald Sun Tour
  - 1. miejsce na 1. etapie
- 5. miejsce w Tour Down Under
- 6. miejsce w Brabantse Pijl

2015
- 3. miejsce w Cadel Evans Great Ocean Road Race
- 5. miejsce w Circuit Cycliste Sarthe-Pays de la Loire
- 6. miejsce w Brabantse Pijl

2016
- 1. miejsce na 4. etapie Vuelta a Burgos
- 5. miejsce w Grand Prix Cycliste de Montréal
- 6. miejsce w Grand Prix Cycliste de Québec
- 6. miejsce w Cadel Evans Great Ocean Road Race

2017
- 4. miejsce w Tour Down Under
- 4. miejsce w Amstel Gold Race
- 7. miejsce w Cadel Evans Great Ocean Road Race

2018
- 1. miejsce na 2. etapie Tour of Oman
- 3. miejsce w Tour of Turkey